# Wiktor Potrzebski

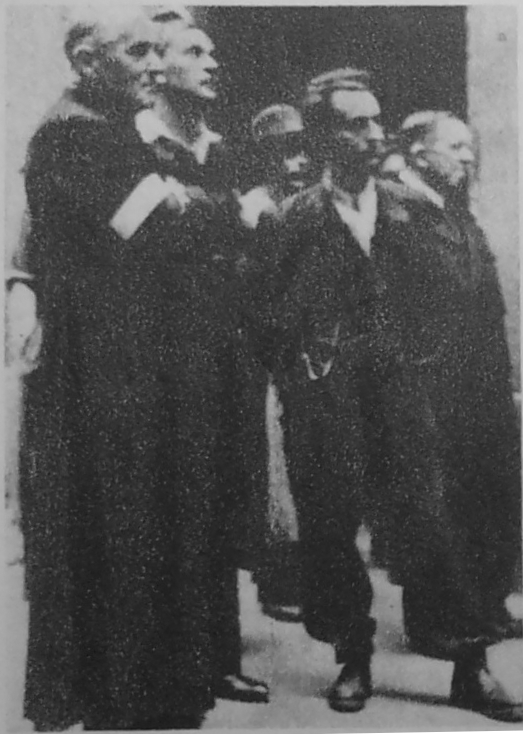
Varšavské povstání: Otec Potrzebski (zcela vlevo) s dalšími povstalci

Kapitán Wiktor Potrzebski (30. července 1880 Ślesin – 4. září 1944 Varšava) byl polský římskokatolický kněz, pedagog a odbojář. Padl ve varšavském povstání, v němž působil jako polní kaplan. V odboji používal krycí jméno Corda.
Wiktor Potrzebski vystudoval kněžský seminář ve Włocławku a poté v roce 1904 obdržel kněžské svěcení. Působil jako farní vikář při kostele Povýšení svatého Kříže v Kole. Během svého kněžského působení projevoval silné patriotické cítění a povzbuzoval své farníky v odporu proti ruské nadvládě, pro což byl perzekvován od carských úřadů.
Později musel uprchnout do oblasti Chełmu, kde působil mezi uniaty. Zde jej carské úřady vypátraly, zatkly a poslaly do vyhnanství do Murmansku, odkud záhy prchl do Švýcarska, odkud se později přesunul do Rakouska, kde v Innsbrucku studoval na univerzitě ekonomii.
Po válce se vrátil do Polska a byl redaktorem čtvrtletníkem "Ogniwo" a prefektem na Gymnáziu Boleslava Chrabrého v Piotrkowie Trybunalskim. V letech 1928–1937 byl učitelem ve Státním učitelském semináři v Trokách a ředitelem Gymnázia Adama Mickiewicze v Hrodné, kde jej zastihla válka.
V červenci 1941 se přemístil do Puław poté do Varšavy, kde se časem zapojil do odboje a stal se polním kaplanem Zemské armády, v níž sloužil jako kaplan praporu Vistula a později jednotek v oblasti Śródmieście. Působil též na klášterních školách a v řeholních společenstvích ve čtvrti Praga.
Za varšavského povstání byl kaplanem śródmiejských jednotek. Zahynul 4. září při náletu v troskách domu číslo 4 v ulici Szpitalnej. Spolu s ním zahynula asi stovka dalších osob, včetně deseti dalších členů štábu celé oblasti.